# Paradoxo Kleene-Rosser
Na matemática, o Paradoxo Kleene-Rosser que mostra que certos sistemas da lógica formal são inconsistentes, em particular a versão de lógica combinacional de Curry introduzida em 1930, e o cálculo lambda original de Church, introduzido em 1932–1933, ambos originalmente concebidos como sistemas de lógica formal. O paradoxo foi exibido por Stephen Kleene e J. B. Rosser em 1935.

## O paradoxo
Curry mais tarde conseguiu identificar os ingredientes cruciais do cálculo que permitiram a construção desse paradoxo, e usou isso para construir um paradoxo muito mais simples, agora conhecido como o Paradoxo de Curry.